# Euphorbia × jablonskiana
Euphorbia × jablonskiana es una especie fanerógama perteneciente a la familia de las euforbiáceas.  Es originaria de  Austria donde se encuentra en Niederösterreich.
Es un híbrido entre Euphorbia palustris x Euphorbia villosa

## Taxonomía
Euphorbia × jablonskiana fue descrita por Adolf Polatschek y publicado en Annalen des Naturhistorischen Museums in Wien 75: 199. 1971[1972].
Etimología
Euphorbia: nombre genérico que deriva del médico griego del rey Juba II de Mauritania (52 a 50 a. C. - 23), Euphorbus, en su honor – o en alusión a su gran vientre –  ya que usaba médicamente Euphorbia resinifera. En 1753 Carlos Linneo asignó el nombre a todo el género.
jablonskiana: epíteto otorgado  en honor del botánico húngaro Eugene Jablonski (1892-1975), especialista de las euforbiáceas que trabajó en el Jardín Botánico de Nueva York
Sinonimia
- Tithymalus × jablonskianus (Polatschek) Holub	[5][6]